# Provincia de Canterbury (Nueva Zelanda)
Canterbury era una provincia de Nueva Zelanda desde 1853 hasta la abolición del gobierno provincial en 1876. Su capital era Christchurch.

## Historia
La provincia de Canterbury fue fundada en diciembre de 1850 por una asociación de influyentes ingleses asociados con la Iglesia de Inglaterra. (Inicialmente se intentó restringir la residencia en la provincia a los miembros de la iglesia, pero se abandonó). Charlotte Jane y Randolph, los dos de los Primeros Cuatro Barcos, llegaron a la zona el 16 de diciembre de 1850, más tarde celebrado como el día inicial de aniversario de la provincia.
Las elecciones se llevaron a cabo en 1853 para el Superintendente y, más tarde ese año, para el consejo de 12 miembros. Estas elecciones son anteriores a cualquier asamblea nacional elegida. La franquicia se extendió a los hombres mayores de 21 años que poseían propiedades en la provincia. El primer lugar de reunión fue la antigua oficina de The Guardian and Advertiser, el segundo periódico de Canterbury, en Chester Street, cerca del río Avon. En 1866, el consejo se mudó a la casa de Guise Brittan, que más tarde se convirtió en parte del Hotel Clarendon. Una sesión en 1858 se llevó a cabo en el ayuntamiento en lo que hoy es High Street; el ayuntamiento estaba en la sección norte de la calle Lichfield. El 28 de septiembre de 1859, el consejo se reunió por primera vez en lo que se conoció como la Cámara de la Madera de los Edificios del Consejo Provincial de Canterbury. La Cámara de Piedra de los edificios de la Diputación Provincial se utilizó desde noviembre de 1865.
Tras la fiebre del oro de la costa oeste, la parte de la provincia al oeste de los Alpes del Sur se convirtió en la provincia de Westland en 1867. Tras el establecimiento de la Universidad de Nueva Zelanda en 1870, el campus de Christchurch albergaba la sede del sistema.

## Geografía

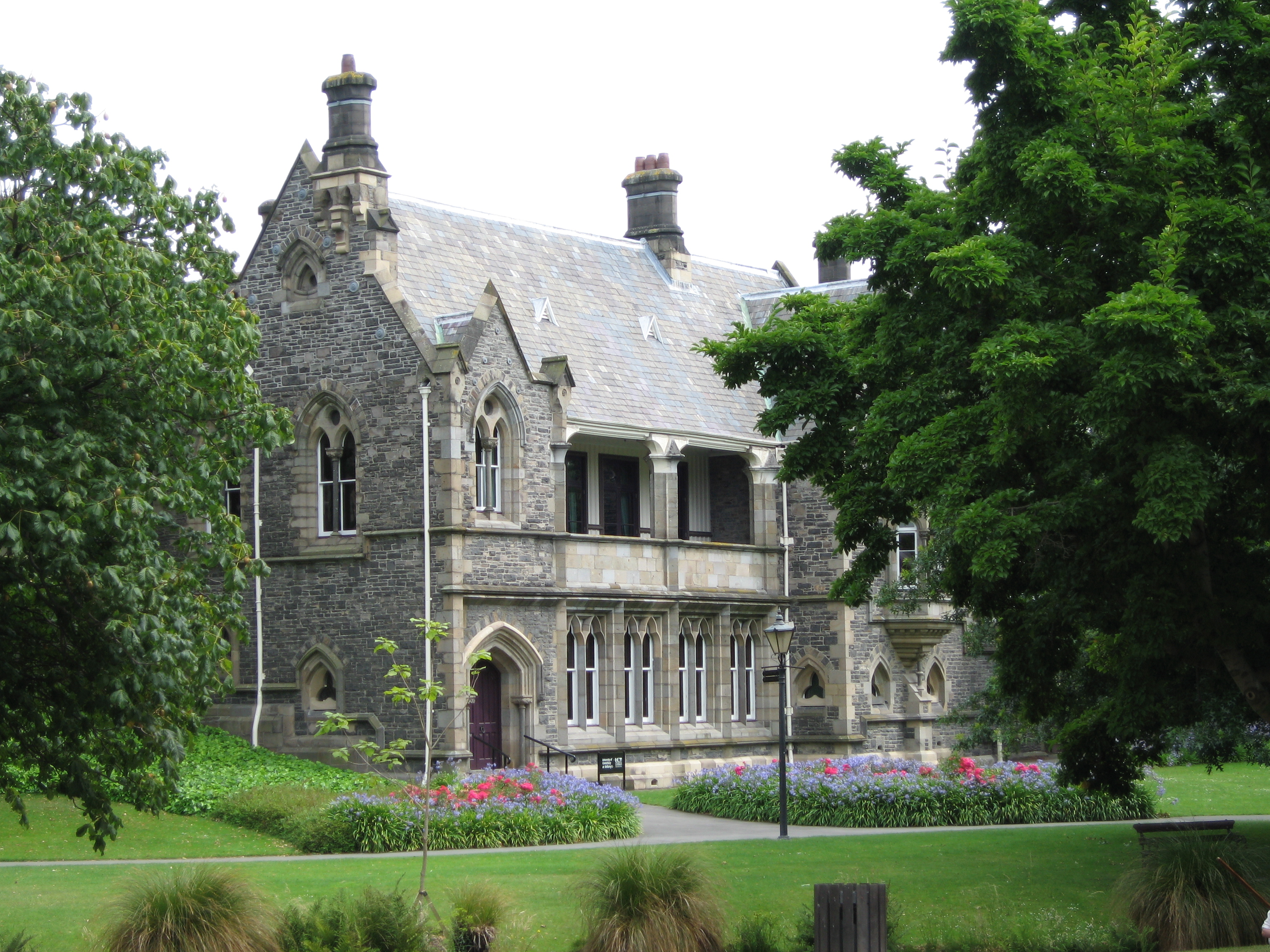
El Edificio del Concejo Provincial de Canterbury, diseñado por Benjamin Mountfort.

En la costa este, la provincia estaba delimitada por el río Hurunui en el norte y el río Waitaki en el sur. El límite en la costa oeste estaba en gran parte indefinido antes de que la costa oeste se convirtiera en su propia provincia.
En 1868, la costa oeste se separó de la provincia con la formación del Condado de Westland con la línea fronteriza definida como la cresta de los Alpes del Sur. En 1873, el condado formó su propia provincia, la provincia de Westland, de corta duración.
En el sur, no se conocía el curso del río Waitaki y surgieron disputas con la provincia de Otago por los arrendamientos pastorales en las tierras altas del interior.
En la década de 1860, South Canterbury hizo dos ofertas para convertirse en provincia separada, pero esto fue rechazado por el gobierno nacional. En cambio, en 1867, la Asamblea General creó la Junta de Obras de Timaru y Gladstone, que recibió una proporción de los ingresos territoriales provinciales de Canterbury y fue autorizada para mantener y construir el puerto de Timaru y las carreteras y puentes locales.
Cuando se abolió la provincia, el área se distribuyó en ocho condados.

## Ferrocarriles
El Ferrymead Railway fue el primer ferrocarril que se abrió (1863) y se cerró (1868) en Nueva Zelanda. Se hizo obsoleto con la apertura de una nueva línea de 13 km a través de un túnel que da acceso a Christchurch al mejor puerto de Lyttelton. Las líneas principales de los ferrocarriles provinciales de Canterbury eran de ancho irlandés (5 pies 3 pulgadas o 1,60 metros) con algunas líneas de derivación en el ancho colonial (3 pies 6 pulgadas o 1,07 metros). Estas líneas fueron finalmente absorbidas por el Departamento de Ferrocarriles de Nueva Zelanda en 1876.

## Superintendentes
Charles Simeon fue el oficial que regresó para la primera elección de un Superintendente. La reunión de nominación se llevó a cabo en la Oficina de Tierras de Christchurch (el sitio ahora ocupado por Our City), y hubo tres colegios electorales: en Christchurch en el Tribunal de Magistrados Residentes, en Lyttelton en el Tribunal de Magistrados Residentes, y en Akaroa.
Canterbury tuvo cuatro Superintendentes:
| Número | De                    | a                  | Superintendente                       |
| ------ | --------------------- | ------------------ | ------------------------------------- |
| 1      | 20 de julio de 1853   | Octubre de 1857    | James Fitzgerald                      |
| 2      | 24 de octubre de 1857 | Feb 1863           | William Sefton Moorhouse              |
| 3      | Marzo de 1863         | Mayo de 1866       | Samuel Bealey                         |
|        | 30 de mayo de 1866    | Mayo de 1868       | William Sefton Moorhouse (2.º tiempo) |
| 4      | 22 de mayo de 1868    | 1 de enero de 1877 | William Rolleston                     |

### Citas
1. ↑  Swarbrick, Nancy (16 de diciembre de 2013). «Public holidays - Celebrating communities». Te Ara: The Encyclopedia of New Zealand. Consultado el 20 de abril de 2014.
2. ↑  McLintock, A.H., ed. (1966). «Canterbury Province and Provincial District». An Encyclopaedia of New Zealand.
3. ↑  «Ferrymead History». Canterbury Railway Society. Consultado el 5 de agosto de 2015.
4. ↑  «Page 1 Advertisements Column 2» (131). 9 de julio de 1853. p. 1. Consultado el 11 de septiembre de 2013.
5. ↑  «Provinces 1848-77». Rulers.org. Consultado el 16 de septiembre de 2010.